# Laura van Pappelendam
Laura Peternellie van Pappelendam (Donnellson (Iowa), 10 de febrero de 1883 – Norwalk (California), 10 de febrero de 1974) fue una pintora y maestra estadounidense.

## Trayectoria
Van Pappelendam nació en Donnellson, Iowa el 10 de febrero de 1883. Se mudó a Chicago para estudiar arte en el Instituto de Arte de Chicago entre 1904 y 1911, donde obtuvo su licenciatura en 1926, en la primera promoción de la escuela. Tres años más tarde, van Pappelendam se doctoró en la Universidad de Chicago. En el Instituto de Arte de Chicago tuvo como compañeros a Isabel McKinnon y a Richard Stout y como profesora de historia del arte a la artista Kathleen Blackshear, además de ser alumna de Joaquín Sorolla.
Durante 50 años fue profesora en el Instituto de Arte de Chicago, entre 1909 y 1959, donde fue profesora, entre otros, del pintor y ceramista Rudolf Staffel. Además ejerció como maestra en la Universidad de Chicago durante tres décadas, entre 1918 y 1948. Expuso en los Art Institute Annuals, con la Chicago Society of Artists y en el Arts Club and Renaissance Society. Durante los veranos de 1920-1927 y 1950-1955 pintó en Santa Fe, Nuevo México.
Van Pappelendam utilizaba en sus pinturas el óleo, la encaústica, los pasteles y las acuarelas y expuso sus obras en vida en diferentes exposiciones colectivas de Estados Unidos. Su trabajo artístico está incluido en las colecciones permanentes del Instituto de Arte de Chicago, la Universidad de Chicago, el John H. Vanderpoel Memorial Art Gallery, Chicago, el Museo del Estado de Illinois, la Lee County Historical Society de Keokuk, Iowa y en el Art League de Oak Park, Illinois.
Van Pappelendam falleció en Norwalk, California el 10 de febrero de 1974.

## Reconocimientos
Van Pappelendam fue nombrada profesora emérita de la Universidad de Chicago en 1948 y del Instituto de Arte de Chicago con motivo de su jubilación en 1959.